# 첫화면날씨
첫화면날씨는 (주)티니어가 개발한 날씨 앱으로, 대한민국 기상청 데이터를 기반으로 한 각종 날씨 상세 정보와 날씨 관련 서비스를 잠금화면에 제공한다. 추가로 배경 디자인 기능과 핸드폰 편의 기능 등의 부가 기능도 지원하고 있다.

## 역사
2017년 7월 3일 안드로이드 버전 출시
2019년 5월 30일 누적 다운로드 수 100만 기록
2020년 10월 글로벌 런칭
2020년 12월 일본, 싱가포르 1위 기록
2022년 1월 10일 누적다운로드 수 500만 기록

## 기능
크게 날씨 상세 정보, 날씨 관련 정보 및 부가 기능을 제공하고 있다.

### 날씨 상세 정보
기상청 데이터를 기반으로 위치/시간별로 날씨 정보를 제공한다. 구체적으로 기온, 주간예보, 실시간 미세지도/공기흐름도/기상지도, 습도, 강수량/강수확률, 풍향/풍속 등이 있다.

### 날씨 관련 정보
생활기상지수(대기확산지수, 식중독지수, 동파가능지수), 보건기상지수(감기지수, 피부질환지수, 천식폐질환지수, 뇌졸중가능지수), 자외선 수치, 일출/일몰 시간을 제공한다.

### 부가 기능
무료 배경 테마 및 폰트 설정 등 디자인 기능과 카메라와 손전등과 같은 편의기능이 있다.
매일 날씨 알림을 제공한다.
추가로 첫화면날씨의 차별화 된 서비스에는 실시간 날씨를 반영한 그래픽, 어제 날씨와의 시간별 비교, WHO 기준 비교, 특보, 알림바 설정 기능 등이 있다.